# Félénk macskacápa
A félénk macskacápa (Haploblepharus edwardsii) a porcos halak (Chondrichthyes) osztályának kékcápaalakúak (Carcharhiniformes) rendjébe és a macskacápafélék (Scyliorhinidae) családjába tartozó faj.

## Elterjedése
Az Indiai-óceánban Afrika délkeleti részén honos.

## Megjelenése
Mérete különbözik a többi macskacápáétól, ugyanis maximális testmérete eléri a 315 cm-t. Színe világosbarna. Testén néhol sötétebb csíkokat visel.

## Életmódja
A mély vizek kedvelője, 70 és 1200 méter közti vizekben honos. Gerinctelen állatokal táplálkozik.

## Szaporodása
Tojásrakó.
|  |